# 80 South Street
80 South Street war ein geplanter Super-Wolkenkratzer in Manhattan in New York City.

## Beschreibung
80 South Street liegt am East River direkt gegenüber dem denkmalgeschützten Viertel South Street Seaport im Financial District in Lower Manhattan. Mit Stand 2023 befindet sich unter dieser Adresse noch ein zum Abriss vorgesehenes sechsstöckiges Backsteingebäude. Der neue Wolkenkratzer sollte laut der letzten Planungen 437,7 Meter (1436 Fuß) hoch werden und 113 Stockwerke besitzen, womit es einen neuen Rekord bezüglich der Stockwerkzahl in New York aufgestellt hätte, vor 520 West 41st Street (106 Etagen), dem One World Trade Center (104 Etagen) sowie dem Empire State Building (102 Etagen). Bauherr war das mittlerweile insolvente chinesische Bauunternehmen China Oceanwide Holdings.
Schon 2004 gab es ein Vorhaben vom berühmten Architekten Santiago Calatrava, der unter anderem das Design der neuen World Trade Center Station entwarf. Dieses Projekt sollte ursprünglich eine Höhe von 342 Metern erreichen. Aufgrund von Finanzierungsschwierigkeiten wurde es jedoch verworfen.
Der neue Turm sollte etwas niedriger werden und mit einer Nutzfläche von 75.000 m² sowohl Wohn- als auch Hoteleinheiten beinhalten. Als neuer Architekt wurde Anthony Morali auserwählt. Sein Ziel war es, einen sogenannten Green Tower zu entwerfen, der alle 15 Etagen eine grüne Terrasse enthält und den Bewohnern einen atemberaubenden Blick auf den East River sowie die weltberühmte Brooklyn Bridge bietet. Erste Pläne wurden im August 2012 der Öffentlichkeit vorgestellt. Der Bau erforderte die Einwilligung sowie verschiedene Genehmigungen der City Planning Commission und des NYC Department of Buildings.
Infolge der hohen Verschuldung der staatlich unterstützten chinesischen Evergrande Group strebte der mit seinen Investitionen in Milliardenhöhe finanziell unter Druck stehende Bauentwickler Oceanwide Holdings im Jahr 2021 den Verkauf von 80 South Street für etwa 200 Millionen US-Dollar an, das er zuvor 2016 für 390 Millionen US-Dollar erworben hatte und somit einen hohen Verlust bedeuten würde. 2022 beglich das Unternehmen nicht die geforderten 165 Millionen US-Dollar eines 175-Millionen-Dollar-Darlehens vom New Yorker Kreditgeber DW Partners, wodurch 80 South Street seitdem unter Konkursverwaltung steht. Daraufhin wurde die Planung des Projekts gestoppt.